# Arthur Schutt
Pour les articles homonymes, voir Schutt.
Arthur Schutt, né le 21 novembre 1902 à Reading (Pennsylvanie) et mort le 28 janvier 1965 à San Francisco, est un pianiste de jazz et compositeur américain.

## Biographie
Arthur Schutt est né à Reading en Pennsylvanie en 1902 et apprend le piano avec son père. Dès 1915, il accompagne des films muets et joue dans un cinéma en 1918 lorsque Paul Specht l'engage pour jouer dans un groupe ; il travaille pour Specht jusqu'en 1924, notamment lors d'une tournée en Europe en 1923. Il accompagne aussi Roger Wolfe Kahn et Don Voorhees et devient un pianiste de studio prolifique, enregistrant avec Fred Rich (en), Nathaniel Shilkret, Frankie Trumbauer, Bix Beiderbecke ou encore The Charleston Chasers (en).
De 1926 à 1929 et de nouveau en 1931, il joue avec Red Nichols et enregistre avec l'orchestre de Jimmy et Tommy Dorsey (1928-1931) et avec Benny Goodman. Il enregistre sous son propre nom en 1929-1930 en tant que chef d'orchestre.
Schutt s'est éloigné du jazz dans les années 1930, bien qu'il ait joué avec Bud Freeman en 1939. Il a passé une grande partie des années 1940 et 1950 à travailler dans les studios d'enregistrement d'Hollywood.
Il est le compositeur du morceau de jazz Delirium (1927), un de ses titres les plus connus et, en 1934, a co-écrit Georgia Jubilee avec Benny Goodman qui, a également été enregistré par le groupe d'Isham Jones. Schutt a également composé la pièce de Bluin' the Black Keys (en), considérée comme l'un des ragtimes les plus compliqués à interpréter.
Il est mort à San Francisco en Californie, en janvier 1965, à l'âge de 62 ans.